# Georg Zoller
Georg Zoller (* 7. Februar 1852 in Söflingen b. Ulm; † 26. Januar 1941 in Ehingen) war ein deutscher Organist, Komponist und Chorleiter. 

## Leben und Wirken
Georg Zoller besuchte das Lehrerseminar in Schwäbisch Gmünd und war ab 1872 als Hauslehrer in der Familie Graf von Maldeghem in Niederstotzingen tätig. Ab 1878 studierte er Kirchenmusik am Stuttgarter Konservatorium, u. a. bei Immanuel Faißt und Gottfried Linder. Ab 1883 wirkte er als Organist und Chordirektor in Ehingen an der Stadtpfarrkirche St. Blasius sowie der Konviktskirche, außerdem als Dirigent der Liedertafel sowie als Musiklehrer am Konvikt und am Gymnasium. 1885 erfolgte die Ernennung zum Bischöflichen Orgelrevident und Glockeninspektor und 1891 die Ernennung zum Königlichen Musikdirektor. Im gleichen Jahr war er einer der Organisten, die beim Einweihungskonzert der großen Walcker-Orgel (op. 559) im Dom von Helsinki spielten. Zoller wurde 1934 pensioniert. 
Als Komponist schuf Zoller Orgelwerke und Geistliche Chormusik.